# حسن سیدآبادی
حسن سیدآبادی (زادهٔ ۱۳۴۱ در سبزوار) نمایندهٔ حوزهٔ انتخابیهٔ سبزوار در دوره ششم و هفتم مجلس شورای اسلامی در ششمین دوره انتخابات مجلس شورای اسلامی توانست با کسب ۵۶٬۶۵۰  رای به عنوان منتخب اول حوزه انتخابیه سبزوار از سوی مردم این شهرستان انتخاب شود وی در این دوره به عضویت کمیسیون قضایی مجلس درآمد. 
سیدآبادی در انتخابات هفتمین دوره مجلس شورای اسلامی نیز که با کسب ۶۶۶۶۶ رای در مرحله اول انتخابات دورهٔ هفتم مجلس شورای اسلامی انتخاب شد و عضو کمیسیون برنامه و بودجه، همچنین رئیس کمیته سیاسی فراکسیون اصولگرایان مجلس هفتم بود. وی مشاور مدیرعامل شرکت ملی گاز در امور همکاری افغانستان می باشد.
سیدآبادی در سومین دوره انتخابات شوراهای اسلامی شهر و روستا در سال ۱۳۸۵ به عنوان رئیس هیئت عالی نظارت بر انتخابات شوراهای استان خراسان رضوی از سوی مجلس هفتم انتخاب شد.
در انتخابات دورهٔ هشتم مجلس شورای اسلامی، سیدآبادی از حوزهٔ انتخابیهٔ سبزوار کرد.  سیدآبادی، .
در انتخابات دورهٔ دهم مجلس شورای اسلامی، سیدآبادی از حوزهٔ انتخابیهٔ نیشابور ثبت‌نام کرد 